# Můra (mytologie)

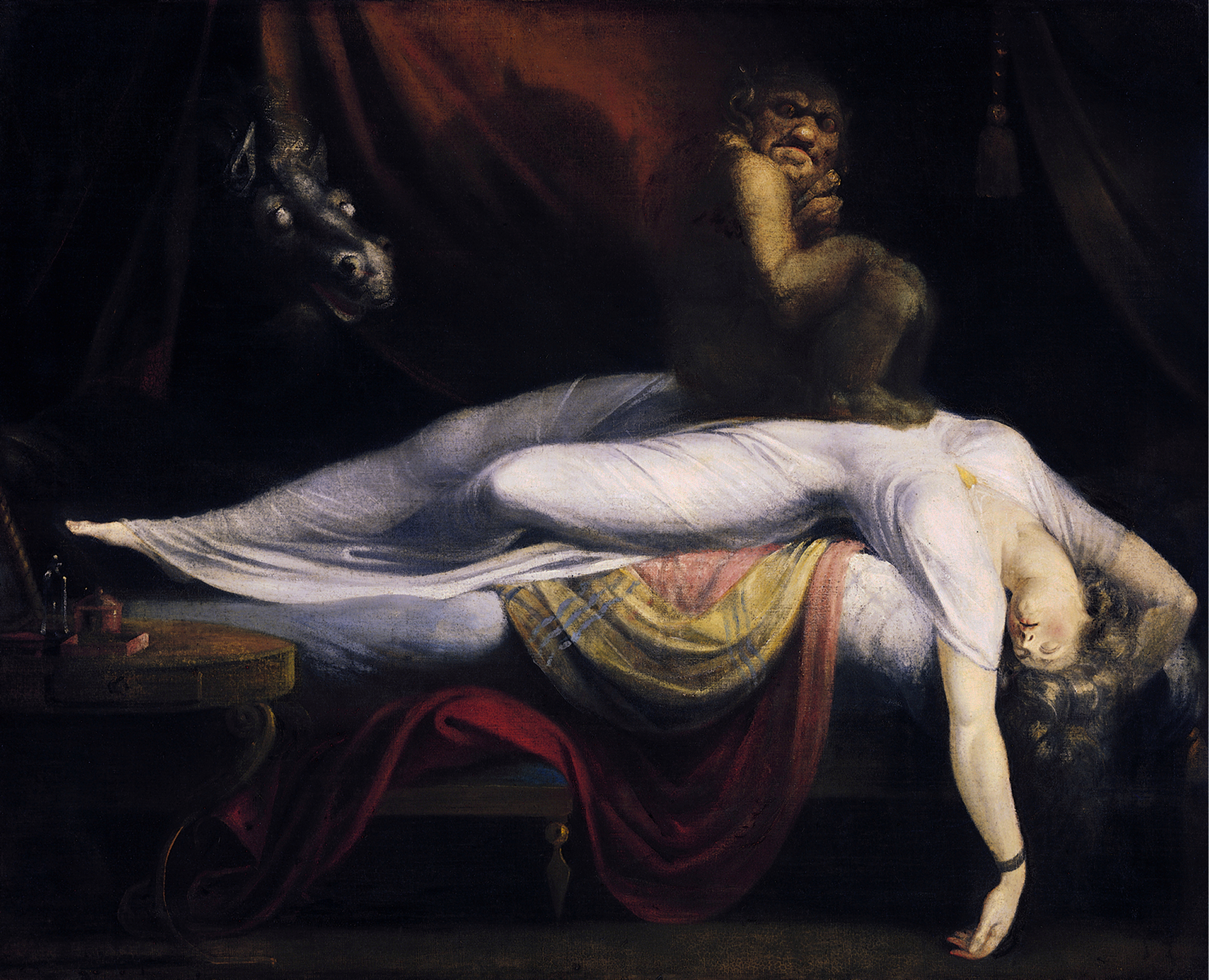
Henry Fuseli, Noční můra, 1781

Můra je nadpřirozená bytost ve slovanském a germánském folklóru, která způsobuje zlé sny, tedy noční můry.

## Slované
Označení pro můru, případně morouse, je ve slovanských jazycích podobné, staročesky zní móra, na Moravě mora polsky mora či zmora, lužickou srbštinou mórawa či murawa, rusky mora či mara kikimora. Polsky jsou dále nazývány gniotek, dusiołek a nocnicza, lužickosrbsky chódota a slovensky nočnica. Staroslověnské mora označuje čarodějnici. Blízké je i její označení v neslovanských balkánských jazycích, albánské more, řecké mora a rumunské moroi.
Můra je člověk, nejčastěji žena, jehož duše při spánku odchází a tělo leží mrtvé. V některých podáních má takový člověk duše dvě, z nichž odchází pouze jedna. Lze ji poznat podle hustého, tmavého obočí, někdy srostlého, jindy zase mají zcela ploché chodidlo. Můrou se stává například sedmá dcera, pokud v rodině není dosud syn, ale dítě se může změnit v můru také neopatrností šestinedělky, která například opustila koutnici během poledního zvonění, či kmotrů. V obydlích spících na sebe bere rozmanité podoby, například stébla slámy, bílého stínu, měchu nebo bílého zvířete, nejčastěji myši, kočky, hada a koně. Člověku nejdříve přináší příjemné sny, ale poté jej začíná dusit a tlačit, někdy i pít mu krev. a to především z prsou, jejichž bradavky pak naběhnou a zanítí se. V oblibě má zvláště děti, které může „ucucat k smrti“. Škodí také domácím zvířatům a stromům. Usmrtit jí lze přibitím na stěnu nebo přestřižením. Jinak ji lze také pevně držet až do rána nebo jí slíbit dar, potom si osoba, která je můrou, ráno pro dar přijde. Chrání před ní také muří noha, různá zaklínadla, nakreslení magického kruhu a další magické praktiky, jako namazání prsou dítěte kolomazí a posypání pepřem nebo umístění ostrého předmětu do postele. Dalším způsobem zbavení se můry byla štědrost, osobě, která ráno první přišla do domu, se měla dát trocha jídla. Ruské móry a kikimory se podobají duchům domácím. Jsou to malé ženské bytosti bydlící za pecí, které v noci vyrušují a znepokojují obyvatele domu různým hlukem, rády motají a trhají koudel. Jsou nesmrtelné a neviditelné, když se někomu zjeví, věští to neštěstí. Podle některých podání můra škodí i po své smrti a tak se blíží upírovi, s kterým je někdy ztotožňována.